# Abdelahad Fassi Fihri
Pour les articles homonymes, voir Fassi Fihri.
Abdelahad Fassi Fihri (arabe : عبد الأحد الفاسي الفهري), né le 16 janvier 1952 à Rabat, est un homme politique marocain.

## Biographie
Il est diplômé de l'École supérieure de commerce de Paris.
Il est membre du Parti du progrès et du socialisme, spécialisé dans les questions de management et de réorganisation administrative.
Consultant, il est aussi membre du comité scientifique près du conseil d’Administration de l’Agence de lutte contre l’analphabétisme.
Le 22 janvier 2018, il rejoint le gouvernement El Otmani I au poste de ministre de l'Aménagement du territoire national, de l'Urbanisme, de l'Habitat et de la Politique de la ville. Nouzha Bouchareb lui succède le 9 octobre 2019.